# Peter von Heydebreck

Hans Adam von Heydebreck

Hans Adam Otto von Heydebreck, genannt Peter von Heydebreck und Hans Peter von Heydebreck, (* 1. Juli 1889 in Köslin; † 30. Juni 1934 in München) war ein deutscher Freikorpsführer, später Politiker (NSDAP) und SA-Führer. Er wurde während des sogenannten Röhm-Putsches von der Leibstandarte SS Adolf Hitler erschossen.

## Leben und Wirken

### Herkunft
Hans Adam von Heydebreck war der zweite Sohn des preußischen Generalmajors Otto Ernst von Heydebreck (* 15. März 1859 in Parnow; † 7. April 1917 in Dresden) und seiner Ehefrau Edda von Blankenburg (1863–1944). Sein älterer Bruder war der Journalist Otto von Heydebreck.

### Jugend, Erster Weltkrieg und Nachkriegszeit
In seiner Jugend wurde Heydebreck zur Erziehung in die Kadettenkorps in Köslin und Lichterfelde gegeben. Anschließend trat er in die Preußische Armee ein und kam zum 2. Schlesischen Jäger-Bataillon Nr. 6 nach Oels. Dort erfolgte am 19. Juni 1908 seine Beförderung zum Leutnant. Als solcher nahm er mit seinem Bataillon am Ersten Weltkrieg teil. Wenige Wochen nach Kriegsbeginn, am 26. September 1914, erlitt er beim Sturm auf eine französische Barrikadenstellung im Argonnerwald eine Schussverletzung aus kurzer Entfernung, wobei sein linker Oberarmknochen zerschmettert wurde. Infolgedessen musste sein linker Oberarm amputiert werden. Später wurde immer wieder fälschlich angenommen, dass Heydebreck den Arm erst bei Freikorpskämpfen nach dem Krieg verloren hatte. Da der Armstumpf „brandig“ wurde, mussten später immer wieder weitere „Scheiben“ des Armes abgetrennt werden.
Nach längeren Lazarettaufenthalten kehrte Heydebreck im Frühjahr 1916 an die Front zurück: In den folgenden Jahren wurde er als Kompanie- und Bataillonsführer vor Verdun, in Rumänien, Italien und an der Somme eingesetzt. 1917 wurde er Kompanieführer im Reserve-Jäger-Bataillon Nr. 6. Ab dem 8. Januar 1918 vertrat er für einen Monat den Kommandeur des Goslarer Reserve-Jäger-Bataillon Nr. 23 und ab dem 14. April 1918 war er, als Ersatz für den am Vortag von einer Brisanzgranate außer Gefecht gesetzten Hauptmann Gustav Stoffleth, Kommandeur des Ratzeburger Reserve-Jäger-Bataillons Nr. 18. Er musste jedoch bereits am 22. April krankheitsbedingt den Posten wieder abgeben. Bei Kriegsende führte Heydebreck eine Radfahrabteilung (Radfahr-Jäger-Bataillon) in Frankreich.
Nach dem Kriegsende und dem Beginn der Novemberrevolution von 1918 gründete Heydebreck, damals im Rang eines Hauptmanns, aus seinem Radfahrbataillon das Freikorps Selbstschutz Oberschlesien und führte dieses Freikorps bis 1923 bei Kämpfen in Schlesien und Oberschlesien: Während der von Wojciech Korfanty organisierten polnischen Aufstände in Oberschlesien wurde Heydebrecks Freikorps zusammen mit der Schwarzen Reichswehr zur Niederschlagung der Unruhen eingesetzt. Seine Erfolge in den Kämpfen am St. Annaberg – Sturm auf Kandrzin am 5. Juni 1921 – während des polnischen Aufstandes von 1921 führten dazu, dass er als „Held vom Annaberg“ heroisiert und populär wurde.

### Weimarer Republik
Bei der Reichstagswahl vom 4. Mai 1924 wurde Heydebreck von der Deutschvölkischen Freiheitspartei (DVFP) auf ihrer Vorschlagsliste (Platz 14) als Kandidat für den Reichstag nominiert. Heydebreck gewann die Wahl und war knapp ein halbes Jahr lang, von Mai bis Dezember 1924, Mitglied der Fraktion der DVFP bzw. der Nationalsozialistischen Freiheitspartei. Er schied aus dem Reichstag nach der Auflösung des Parlaments im Dezember 1924 aus und kandidierte bei der folgenden Reichstagswahl nicht wieder.
Als Parlamentsmitglied kam Heydebreck in den Genuss der Abgeordnetenimmunität, durch die er vor einer Verhaftung und strafrechtlichen Verfolgung wegen seiner paramilitärischen Aktivitäten gegen die Weimarer Republik geschützt war. Dementsprechend war seine Abgeordnetentätigkeit für Heydebreck nur eine Formalität, die für ihn wenig Bedeutung hatte: So meldete er sich im Plenum kein einziges Mal zu Wort und nutzte die Räumlichkeiten des Reichstags für Scheibenschieß-Übungen. Die Arbeit in der völkischen Bewegung war auch während seiner Reichstagszugehörigkeit das Hauptbetätigungsgebiet von Heydebreck: Nachdem Ernst Röhm im Frühjahr 1924 den Frontbann als Auffangorganisation für die verbotenen paramilitärischen Kampfverbände (insbesondere die SA und die Reichskriegsflagge) gegründet hatte, schloss sich auch Heydebreck der neuen Organisation an. Auf dem Deutschen Tag Mitte August 1924 wurde ihm die Führung der Gruppe Mitte (Frontbann Mitte) dieser Organisation übertragen, die jedoch bereits 1925 weitgehend einging.
Nach der Neugründung der NSDAP im Frühjahr 1925 trat Heydebreck vermutlich im Oktober desselben Jahres in diese ein (Mitgliedsnummer 20.525). Noch 1925 gründete er die SA-Gruppe Schlesien. Außerdem beteiligte er sich an der Organisation des Partei-Gaues Oberschlesien der NSDAP.
Während der 1920er Jahre entwickelte Heydebreck zudem ein starkes Alkoholproblem: Um die Schmerzen an der niemals vollständig verheilenden Wunde an seinem im Krieg verlorenen Arm zu betäuben, gewöhnte Heydebreck sich in diesen Jahren an, täglich immer größer werdende Mengen Alkohol zu trinken, was ihn schließlich zum Alkoholiker werden ließ. Sein Freund Ernst von Salomon berichtet hierüber:

„Ob jede Zelle seines Gewebes schon so mit Alkohol durchtränkt war, dass ein einziger Schnaps genügte, um ihn betrunken zu machen, oder ob er sich mit Bedacht immer im Stadium des Rausches hielt, – er war fast immer betrunken und wenn er betrunken war, überkam ihn ein lauter Ekel vor sich selber. Dann schoss er in den Spiegel und brüllte: Du besoffenes Schwein lebst ja immer noch!“

Nach der Wieder-Übernahme der Führung der SA durch Ernst Röhm zu Beginn der 1930er Jahre wurde auch Heydebreck reaktiviert und mit Wirkung zum 1. April 1932 der Obersten SA-Führung zur Verfügung gestellt, wobei er gleichzeitig den Rang eines SA-Standartenführers verliehen bekam. Nach dem zeitweisen SA-Verbot im Frühling und Frühsommer 1932 wurde im Führerbefehl Nr. II erneut festgelegt, dass Heydebreck zur Verfügung der OSAF trete.

### NS-Staat
Nach dem Machtantritt der Nationalsozialisten im Frühjahr 1933 wurde Heydebreck zum 1. Juni 1933 von der OSAF in den Stab der SA-Obergruppe I (Berlin; nach einer Neudurchnummerierung der SA-Obergruppen firmierte diese bald danach als SA-Obergruppe III; Dienstsitz war Breslau) unter Edmund Heines in Breslau versetzt. Zum 20. August 1933 wurde Heydebreck dort zum SA-Oberführer befördert.
Zum 15. September 1933 wurde Heydebreck als alter Vertrauensmann Ernst Röhms von diesem mit der Führung der SA-Gruppe Pommern (SA-Gruppe IV), die wiederum der SA-Obergruppe II unterstand, beauftragt, am 20. April 1934 durch Röhm (im Namen Hitlers) zum regulären Führer der Gruppe Pommern ernannt und gleichzeitig zum SA-Brigadeführer befördert.
Anschließend erhielt Heydebreck im November 1933 ein Mandat als Abgeordneter im nationalsozialistischen Reichstag. In diesem vertrat er bis zu seinem Tod den Wahlkreis 6 (Pommern). Nach Heydebrecks Tod wurde sein Mandat für den Rest der bis 1936 dauernden Wahlperiode von Hermann Harbauer weitergeführt.
In der Anfangszeit der NS-Herrschaft war Heydebreck als Kriegs- und Freikorps-„Held“ eine hochgeachtete Person. Dementsprechend wurden er in den Jahren 1933 und 1934 mit zahlreichen öffentlichen Ehrungen überhäuft: 1933 fasste beispielsweise die Gemeindevertretung der oberschlesischen Gemeinde Kandrzin den Entschluss, den Ort nach ihrem „Befreier“ während der deutsch-polnischen Gebietskämpfe nach dem Ersten Weltkrieg in Heydebreck umzubenennen, allerdings weigerte sich die Reichsbahn vorerst, diese Umbenennung anzuerkennen. 1934 wurde die Namensänderung durch einen Erlass des Preußischen Staatsministeriums offiziell gemacht, so dass die Gemeinde am 16. März 1934 rechtskräftig in Heydebreck O.S. umbenannt wurde.

### Verhaftung und Tod
Am Vormittag des 30. Juni 1934 wurde Heydebreck im Rahmen der Röhm-Affäre verhaftet und erschossen.
Die meisten Darstellungen geben an, Heydebreck sei am Vormittag des 30. Juni auf der Fahrt zu einer SA-Führertagung in Bad Wiessee von Adolf Hitler persönlich verhaftet worden: Heydebrecks Wagen sei, als er Hitlers Wagenkolonne entgegenkam – die gerade von Wiessee zurückkehrte, wo Ernst Röhm und einige andere verhaftet worden waren –, von Angehörigen der Polizei angehalten worden. Als Heydebreck auf Hitlers Frage, ob er auf der Seite Röhms sei, dies bejahte, sei er von Hitler für abgesetzt erklärt und zu den übrigen Gefangenen in den Fond eines Busses gesteckt worden. Andere Versionen geben an, Heydebreck wäre am Münchener Hauptbahnhof verhaftet worden.
Zusammen mit den anderen Gefangenen wurde Heydebreck in das Gefängnis München-Stadelheim gebracht. Zusammen mit fünf weiteren hohen SA-Führern (Hans Hayn, Edmund Heines, Wilhelm Schmid, August Schneidhuber und Hans Erwin von Spreti-Weilbach) wurde er am frühen Abend desselben Tages von Hitlers Leibstandarte unter Sepp Dietrich erschossen. Die Erschießung der sechs Männer – sowie des in Berlin exekutierten Gruppenführers Karl Ernst – wurde noch am Abend des 30. Juni 1934 durch Sonderausgaben der Zeitungen sowie durch den Rundfunk bekannt gegeben.
Nur wenige Tage vor seinem Tod hatte Heydebreck dem Schriftsteller Ernst von Salomon gegenüber geäußert:

„Ich lebe für meinen Führer! Der Gedanke an ihn ist das Einzige, was mich aufrechterhält. Wenn ich an meinen Führer nicht mehr glauben könnte, dann möchte ich lieber sterben!“

Ein anderer Bekannter Heydebrecks, Carl Sagner, erklärte nach dem Zweiten Weltkrieg, dass Heydebreck während seiner letzten Jahre ein von körperlicher und seelischer Qual zerfressener, in seinem zerrütteten Zustand nur durch Alkohol und Narkotika aufrechterhaltener Mensch gewesen sei, so dass er nach Heydebrecks Tod der Meinung gewesen sei, dass dieser Heydebreck „die Erlösung von einem nicht mehr lebenswerten Dasein“ gebracht habe.
Durch den Führerbefehl der Obersten SA-Führung Nr. 26 vom 31. Oktober 1934 wurde Heydebreck postum mit Wirkung zum 1. Juli 1934 aus der SA ausgestoßen. Seine Stellung als Führer der SA-Gruppe Pommern wurde im Juli 1934 Hans Friedrich, dem bisherigen Führer der SA-Untergruppe Pommern-West, übertragen.
Die Umbenennung des Ortes Kandrzin in Heydebreck O.S. nach Peter von Heydebreck wurde trotz seiner Exekution und Verfemung nach dem 30. Juni 1934 vom NS-Staat nicht rückgängig gemacht, sondern bestand bis zur Eingliederung Schlesiens in den polnischen Staat im Jahr 1945.

## Beförderungen
- 1. April 1932: SA-Standartenführer
- 20. August 1933: SA-Oberführer
- 20. April 1934: SA-Brigadeführer
- Den Rang eines SA-Gruppenführers erreichte Heydebreck, obwohl er seit 1933 die Dienststellung des Führers einer SA-Gruppe bekleidete, bis zu seinem Tod nicht.[18]

## Archivalien
- Parteikorrespondenz zu Heydebreck (Bundesarchiv: Bestand PK Film E 193 Heusner, Lieslotte–Heydebreck, Max. Bilder 2979–2984)

## Schriften
- Wir Wehr-Wölfe, 1931.

## Bilder
- Walter von Hueck, Friedrich Wilhelm Euler: Genealogisches Handbuch des Adels, A (Uradel). Band 66 der Gesamtreihe GHdA. C. A. Starke, Limburg an der Lahn 1977, Bildtafel 3. ISSN 0435-2408